# Baños de Zeuxippos

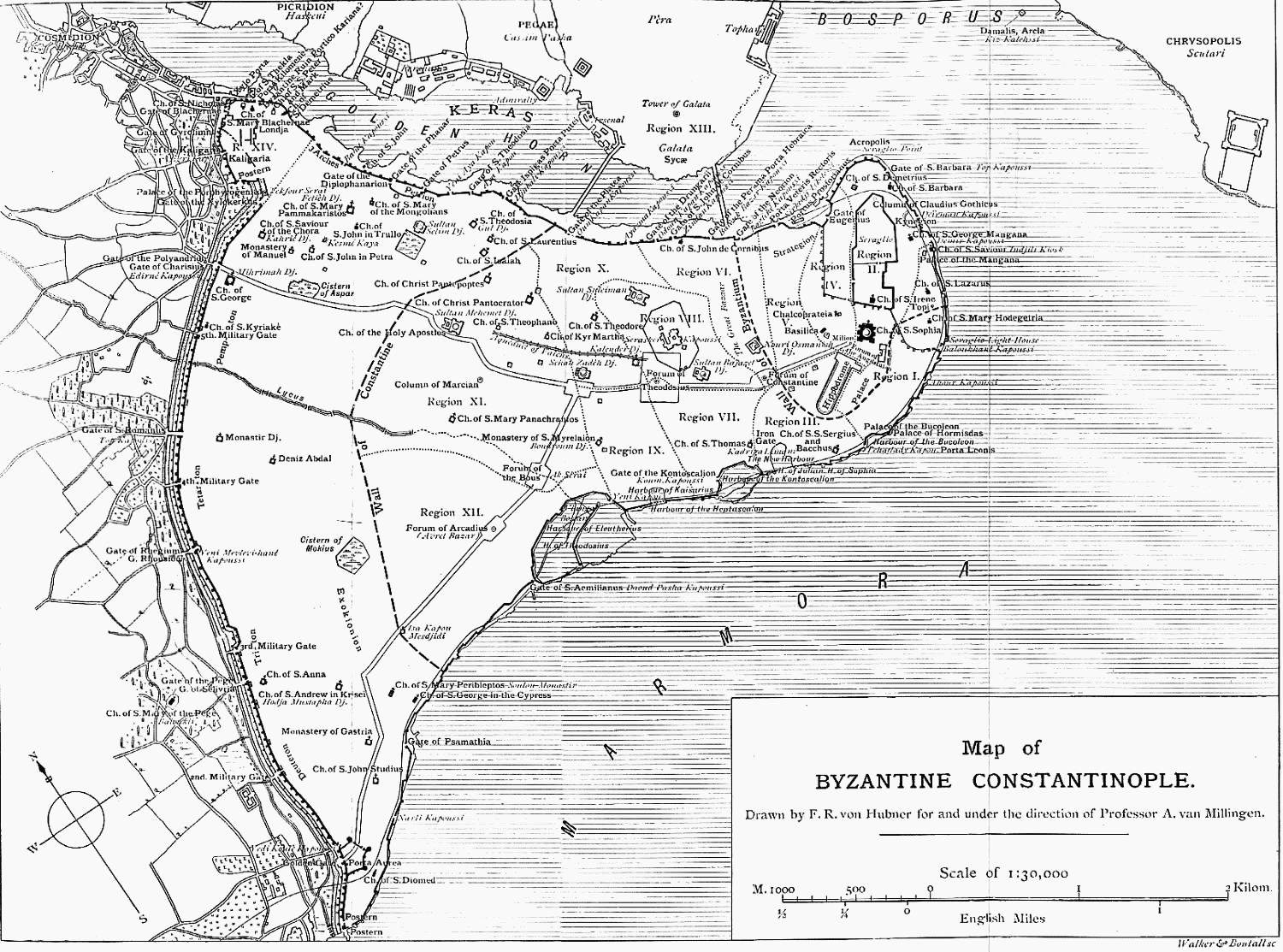
La Constantinopla bizantina.

Los Baños de Zeuxippos, construidos entre el año 100 y el 200, destruidos durante la rebelión de Niká en 532 y reconstruidos después de muchos años, fueron unos baños públicos de la ciudad de Constantinopla, capital del Imperio bizantino. Su nombre proviene del lugar en el que fueron levantados, lugar que anteriormente ocupaba el Templo de Júpiter (Zeus). Los Baños originales fueron célebres primeramente por la cantidad de estatuas que se encontraban en su interior, y que representaban a diferentes personajes famosos. Sin embargo, se usaron posteriormente con fines militares durante el siglo VII. La excavaciones de la zona y su descubrimiento no se llevaron a cabo hasta 1928.

## Descripción

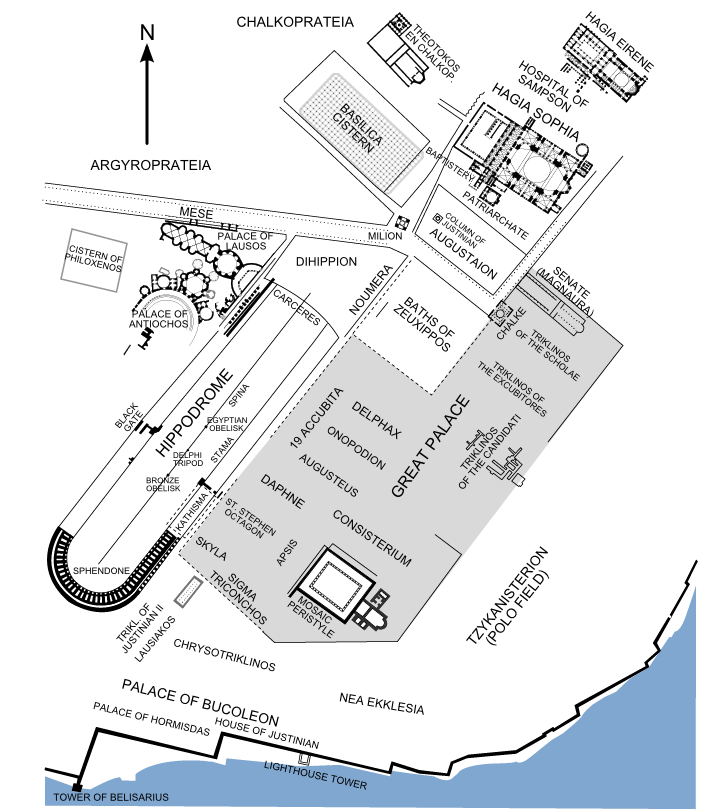
Mapa mostrando la localización del Hipódromo y el Palacio, ambos próximos a los Baños.

Los Baños originales, construidos por Septimio Severo y decorados por Constantino, se erigieron magníficamente; adornados con muchos mosaicos y cerca de ochenta estatuas, la mayoría de personajes históricos como Homero, Hesíodo, Platón, Aristóteles, Julio César, Demóstenes, Esquines y Virgilio entre otros, así como también figuras de dioses y héroes mitológicos; los Baños representaron un verdadero esplendor tanto en arquitectura como en arte, llegando incluso a inspirar algunas obras literarias. Dichos personajes de las estatuas fueron tomados de diversas partes del mundo, incluyendo regiones de Asia y sus alrededores, Roma, Grecia y Asia Menor. Los Baños, sin duda, marcaron una tendencia arquitectónica durante su periodo; edificios como el Palacio del Senado o el Palacio de Lauso, que también se adornaron con esculturas similares, héroes (mitológicos y demás), personajes históricos, gente poderosa, convirtiéndose en parte de una forma contemporánea de arquitectura artística.
Gracias al relativo bajo coste de la entrada, cualquier miembro del público general podía acceder al complejo. Mientras que el área se usaba principalmente para el baño público, también se podía realizar ejercicio y disfrutar de toda una variedad de actividades recreativas. Hombres y mujeres no tenían permitido bañarse juntos; debían hacerlo tanto en baños separados como a diferentes horas del día.
La popularidad de los Baños de Zeuxippos creció enormemente entre los ciudadanos, a pesar de la cantidad de baños públicos que la ciudad de Constantinopla disponía por aquel entonces, y por lo tanto, de la gran competitividad que existía en la zona. Tal era que incluso monjes y clérigos los frecuentaban, aún incluso después de que sus superiores insistieran en que aquellos eran lugares para los impíos.

## Localización
Uno de los eruditos más conocidos del siglo XII, Zonaras, cuenta en una de sus obras cómo Septimio Severo quería conectar el propio Hipódromo de Constantinopla a unos baños públicos y, por ello, los Baños de Zeuxippos tuvieron que levantarse lo más cerca posible a éste, no disponiendo de mejor posición que la que ocupaba el antiguo Templo de Júpiter. Sin embargo, Leoncio, quien fue más preciso en sus escritos (que preceden a los de Zonaras), afirmó que los Baños no estaban realmente unidos al Hipódromo, aunque sí se encontraban muy cerca el uno del otro.
Además, los Baños de Zeuxippos se encontraban también cercanos a las tierras del Gran Palacio de Constantinopla y a varios de los lugares más significativos de la ciudad. La Iglesia de Santa Sofía, por ejemplo, era uno de los edificios importantes y cercanos. Ello justifica su popularidad, pues tal localización habría atraído a grandes masas de gente. 

## Destrucción y uso posterior
Tras la Niká del año 532, que constituyó el peor levantamiento de la historia de Constantinopla, dejando a su paso miles de muertos y media ciudad en ruinas, los originales Baños de Zeuxippos fueron destruidos al ser incendiados. Si bien Justiniano I tomó medidas para reconstruir los baños, no pudo recrear o restaurar las estatuas o las antigüedades que se perdieron en 532.
Casi 1000 años más tarde, el renombrado arquitecto otomano Sinan construyó los Baños de Roxelana (Haseki Hürrem Hammam) en las mismas tierras. Incluso mucho después, en 1928, diversas excavaciones que se llevaron a cabo en el mismo lugar hallaron gran cantidad de piezas de cerámica, relíquias históricas que pudieron recuperarse y que posteriormente inspirarían algunos diseños.
El más particular de los objetos encontrados fueron dos estatuas con las inscripciones Hecuba y Aeschines, respectivamente en sus bases, dando lugar a la teoría que cuenta cómo Cristodoro de Coptos efectivamente escribió los seis epigramas sobre las estatuas de los Baños, lo que hace plausible ambas obras de Zonaras y Leoncio.

## Literatura inspirada
Cristodoro de Coptos, poeta egipcio, escribió una extensa obra poética en hexámetros inspirada en la gloria y el esplendor de las esculturas del interior de los Baños de Zeuxippos. El poema, en realidad, consiste en un número de epigramas cortos (seis en total), cada uno de ellos enfocado hacia un pequeño grupo de dichas esculturas y juntados para formar una única obra. Aunque se ha sugerido que los epigramas de Cristodoro podían haber sido grabados sobre las bases de las mismas estatuas, resulta algo improbable debido a la presencia de tiempos verbales pasados en todos los textos, lo que indicaría un desfase de tiempo entre las estatuas y los epigramas.